# Episodi di Wandin Valley (undicesima stagione)
L'undicesima stagione della serie televisiva Wandin Valley è stata trasmessa in anteprima in Australia dalla Seven Network tra il 22 gennaio 1991 e il 26 novembre 1991.
| nº | Titolo originale                | Titolo italiano | Prima TV Australia | Prima TV Italia |
| -- | ------------------------------- | --------------- | ------------------ | --------------- |
| 1  | The Two of Us (Part 1)          |                 | 22 gennaio 1991    |                 |
| 2  | The Two of Us (Part 2)          |                 | 23 gennaio 1991    |                 |
| 3  | The Covenant (Part 1)           |                 | 1991               |                 |
| 4  | The Covenant (Part 2)           |                 | 1991               |                 |
| 5  | Over the Rainbow (Part 1)       |                 | 1991               |                 |
| 6  | Over the Rainbow (Part 2)       |                 | 1991               |                 |
| 7  | The Promised Land (Part 1)      |                 | 1991               |                 |
| 8  | The Promised Land (Part 2)      |                 | 1991               |                 |
| 9  | Motherly Love (Part 1)          |                 | 1991               |                 |
| 10 | Motherly Love (Part 2)          |                 | 1991               |                 |
| 11 | Wisdom of Solomon (Part 1)      |                 | 26 febbraio 1991   |                 |
| 12 | Wisdom of Solomon (Part 2)      |                 | 27 febbraio 1991   |                 |
| 13 | Flying High (Part 1)            |                 | 4 marzo 1991       |                 |
| 14 | Flying High (Part 2)            |                 | 5 marzo 1991       |                 |
| 15 | Wrong 'Un (Part 1)              |                 | 11 marzo 1991      |                 |
| 16 | Wrong 'Un (Part 2)              |                 | 12 marzo 1991      |                 |
| 17 | Doctors in Love (Part 1)        |                 | 18 marzo 1991      |                 |
| 18 | Doctors in Love (Part 2)        |                 | 19 marzo 1991      |                 |
| 19 | Such Sweet Sorrow (Part 1)      |                 | 25 marzo 1991      |                 |
| 20 | Such Sweet Sorrow (Part 2)      |                 | 26 marzo 1991      |                 |
| 21 | Out of Africa (Part 1)          |                 | 1º aprile 1991     |                 |
| 22 | Out of Africa (Part 2)          |                 | 2 aprile 1991      |                 |
| 23 | Family Business (Part 1)        |                 | 8 aprile 1991      |                 |
| 24 | Family Business (Part 2)        |                 | 9 aprile 1991      |                 |
| 25 | Bigger Than Texas (Part 1)      |                 | 15 aprile 1991     |                 |
| 26 | Bigger Than Texas (Part 2)      |                 | 16 aprile 1991     |                 |
| 27 | Polly Had a Dolly (Part 1)      |                 | 22 aprile 1991     |                 |
| 28 | Polly Had a Dolly (Part 2)      |                 | 23 aprile 1991     |                 |
| 29 | Price of Love (Part 1)          |                 | 29 aprile 1991     |                 |
| 30 | Price of Love (Part 2)          |                 | 30 aprile 1991     |                 |
| 31 | The Hunt (Part 1)               |                 | 7 maggio 1991      |                 |
| 32 | The Hunt (Part 2)               |                 | 8 maggio 1991      |                 |
| 33 | A Gift of Life (Part 1)         |                 | 14 maggio 1991     |                 |
| 34 | A Gift of Life (Part 2)         |                 | 15 maggio 1991     |                 |
| 35 | Hot and Cold (Part 1)           |                 | 21 maggio 1991     |                 |
| 36 | Hot and Cold (Part 2)           |                 | 22 maggio 1991     |                 |
| 37 | The Facts of Life (Part 1)      |                 | 29 maggio 1991     |                 |
| 38 | The Facts of Life (Part 2)      |                 | 30 maggio 1991     |                 |
| 39 | Beyond Doubt (Part 1)           |                 | 5 giugno 1991      |                 |
| 40 | Beyond Doubt (Part 2)           |                 | 6 giugno 1991      |                 |
| 41 | For the Good Times (Part 1)     |                 | 12 giugno 1991     |                 |
| 42 | For the Good Times (Part 2)     |                 | 13 giugno 1991     |                 |
| 43 | Off the Rails (Part 1)          |                 | 19 giugno 1991     |                 |
| 44 | Off the Rails (Part 2)          |                 | 20 giugno 1991     |                 |
| 45 | The Long Weekend (Part 1)       |                 | 24 giugno 1991     |                 |
| 46 | The Long Weekend (Part 2)       |                 | 25 giugno 1991     |                 |
| 47 | Whole New Ball Game (Part 1)    |                 | 1º luglio 1991     |                 |
| 48 | Whole New Ball Game (Part 2)    |                 | 2 luglio 1991      |                 |
| 49 | Day by Day (Part 1)             |                 | 8 luglio 1991      |                 |
| 50 | Day by Day (Part 2)             |                 | 9 luglio 1991      |                 |
| 51 | When Harry Met Karen (Part 1)   |                 | 15 luglio 1991     |                 |
| 52 | When Harry Met Karen (Part 2)   |                 | 16 luglio 1991     |                 |
| 53 | Farewell My Lovely (Part 1)     |                 | 22 luglio 1991     |                 |
| 54 | Farewell My Lovely (Part 2)     |                 | 23 luglio 1991     |                 |
| 55 | Mother's Little Helper (Part 1) |                 | 1991               |                 |
| 56 | Mother's Little Helper (Part 2) |                 | 1991               |                 |
| 57 | Down Lonely Street (Part 1)     |                 | 5 agosto 1991      |                 |
| 58 | Down Lonely Street (Part 2)     |                 | 6 agosto 1991      |                 |
| 59 | The Long Goodbye (Part 1)       |                 | 12 agosto 1991     |                 |
| 60 | The Long Goodbye (Part 2)       |                 | 13 agosto 1991     |                 |
| 61 | As Time Goes By (Part 1)        |                 | 19 agosto 1991     |                 |
| 62 | As Time Goes By (Part 2)        |                 | 20 agosto 1991     |                 |
| 63 | Beauty and the Beast (Part 1)   |                 | 26 agosto 1991     |                 |
| 64 | Beauty and the Beast (Part 2)   |                 | 27 agosto 1991     |                 |
| 65 | Glory Days (Part 1)             |                 | 2 settembre 1991   |                 |
| 66 | Glory Days (Part 2)             |                 | 3 settembre 1991   |                 |
| 67 | Simply the Best (Part 1)        |                 | 9 settembre 1991   |                 |
| 68 | Simply the Best (Part 2)        |                 | 10 settembre 1991  |                 |
| 69 | Camelot (Part 1)                |                 | 1991               |                 |
| 70 | Camelot (Part 2)                |                 | 1991               |                 |
| 71 | All About Love (Part 1)         |                 | 23 settembre 1991  |                 |
| 72 | All About Love (Part 2)         |                 | 24 settembre 1991  |                 |
| 73 | A Trouble Shared (Part 1)       |                 | 30 settembre 1991  |                 |
| 74 | A Trouble Shared (Part 2)       |                 | 1º ottobre 1991    |                 |
| 75 | Words Unspoken (Part 1)         |                 | 7 ottobre 1991     |                 |
| 76 | Words Unspoken (Part 2)         |                 | 8 ottobre 1991     |                 |
| 77 | Paying the Price (Part 1)       |                 | 14 ottobre 1991    |                 |
| 78 | Paying the Price (Part 2)       |                 | 15 ottobre 1991    |                 |
| 79 | Unchained Melody (Part 1)       |                 | 21 ottobre 1991    |                 |
| 80 | Unchained Melody (Part 2)       |                 | 22 ottobre 1991    |                 |
| 81 | A Brief Encounter (Part 1)      |                 | 28 ottobre 1991    |                 |
| 82 | A Brief Encounter (Part 2)      |                 | 29 ottobre 1991    |                 |
| 83 | Dangerous Liaisons (Part 1)     |                 | 4 novembre 1991    |                 |
| 84 | Dangerous Liaisons (Part 2)     |                 | 5 novembre 1991    |                 |
| 85 | The Goodbye Plan (Part 1)       |                 | 11 novembre 1991   |                 |
| 86 | The Goodbye Plan (Part 2)       |                 | 12 novembre 1991   |                 |
| 87 | Deep Water (Part 1)             |                 | 18 novembre 1991   |                 |
| 88 | Deep Water (Part 2)             |                 | 19 novembre 1991   |                 |
| 89 | Compulsion (Part 1)             |                 | 25 novembre 1991   |                 |
| 90 | Compulsion (Part 2)             |                 | 26 novembre 1991   |                 |